# Хуан Гарсія
Хуан Гарсія  (ісп. Juan García, 28 серпня 1977) — іспанський гандболіст, олімпійський медаліст.

## Виступи на Олімпіадах
| Олімпіада  | Дисципліна | Місце |
| ---------- | ---------- | ----- |
| Афіни 2004 | гандбол    | 7     |
| Пекін 2008 | гандбол    | 3     |